# Protoptila tetravittata
Protoptila tetravittata är en nattsländeart som beskrevs av Oliver S. Flint Jr. 1971. Protoptila tetravittata ingår i släktet Protoptila och familjen stenhusnattsländor. Inga underarter finns listade i Catalogue of Life.